# 童話國度裡的生日
童話國度裡的生日（日语：おとぎの国のBirthday）是酒井法子的第9张单曲，发布于1989年2月14日。NHK《大家的歌》节目曾经播放此曲（1988年12月—1989年1月）。

## 簡介
這首歌是講述一個女孩於生日的早上夢想成為童話的主角。第一部分是白雪公主，第二部分是灰姑娘，第三部分是輝夜姬。於放送節目中播放第一部分和第三部分後半。動畫製作為月岡貞夫。編曲為山本健司，但第一次放送的CREDIT 誤植為「山本達雄」。

## 收录曲目
1. 童話國度裡的生日（おとぎの国のBirthday）
  - 作詞：石坂まさを（日语：石坂まさを）、作曲：和泉常寛（日语：和泉常寛）、編曲：山本健司（日语：山本健司）
2. 星塵的愛麗絲（星屑のアリス）
  - 作詞：月岡貞夫（日语：月岡貞夫）、作曲：歩一、編曲：山本健司